# Erytheia (revista)
Erytheia, publicada por la Asociación Cultural Hispano-Helénica, es una revista de estudios bizantinos y neogriegos, siendo la primera publicación en aparecer en España dedicada de forma exclusiva a estos estudios. Su número 0 apareció en abril de 1982, con el nombre de Hespérides, título que hubo que cambiar por encontrarse ya registrado aquel título.
Destacado expertos que han colaborado con la revista incluyen Pedro Bádenas de la Peña (quien, además de ser socio fundador de la propia Asociación), también ha sido director de la publicación, Eusebi Ayensa Prat y Alfonso Silván.
La Universidad de Murcia,mediante el proyecto InterClassica, mantiene un archivo en línea con los números históricos de la revista.